# Alfonso Rueda Valenzuela
Alfonso Rueda Valenzuela (Pontevedra, 8 juli 1968) is een Spaans politicus van de conservatieve partij Partido Popular. Hij is voornamelijk actief in de regionale politiek van de regio Galicië, en sinds 2022 is hij president van de regionale regering van Galicië. Daarvoor was hij vice-president van dezelfde regio vanaf 2012 onder Alberto Feijóo.

## Biography
Alfonso Rueda is geboren op 9 juli 1968. Hij is getrouwd en heeft twee dochters. 
Hij studeerde rechten aan de Universiteit van Santiago. Hij is secretaris geweest van Cervantes, A Cañiza en van de gemeente Cambados. Hij was hoofd van het kabinet van de "Consellería de Xustiza, Interior e Relacións Laborais" en algemeen directeur van het lokaal bestuur van de Xunta de Galicia.